# World Record
World Record es un álbum de estudio del músico canadiense Neil Young con el grupo Crazy Horse, publicado el 18 de noviembre de 2022 por la compañía discográfica Reprise Records. Fue producido por Rick Rubin y precedido por el sencillo «Love Earth».

## Trasfondo
El contenido lírico de World Record incluye canciones de temática ambientalista en las que Young «recuerda con gratitud los regalos que la Tierra le ha dado», así como el «estado del planeta» y su «futuro incierto», además de otras temáticas como la relación del músico con los coches en Chevrolet
. World Record fue grabado y mezclado en cinta analógica en los Shangri-La Studios de Malibú (California) por Rick Rubin. El álbum fue completado en julio de 2022 y su lanzamiento se retrasó para "publicarlo correctamente" en formato de "calidad" en vinilo. El propio Young señaló también que el álbum es diferente a Barn, su predecesor, y contiene «combinaciones inauditas de instrumentos».
La portada de World Record incluye una fotografía de Scott Young, el padre de Neil, con su fecha de cumpleaños al lado.

## Publicación
World Record fue publicado como doble disco de vinilo en tres caras para «optimizar la calidad del audio», con un grabado en el lado restante, así como en disco compacto, casete y streaming.

## Lista de canciones
| N.º   | Título                                | Duración |  |
| 1.    | «Love Earth»                          | 4:03     |  |
| 2.    | «Overhead»                            | 3:40     |  |
| 3.    | «I Walk with You (Earth Ringtone)»    | 3:57     |  |
| 4.    | «This Old Planet (Changing Days)»     | 2:30     |  |
| 5.    | «The World (Is in Trouble Now)»       | 3:15     |  |
| 6.    | «Break the Chain»                     | 4:07     |  |
| 7.    | «The Long Day Before»                 | 2:18     |  |
| 8.    | «Walkin' on the Road (To the Future)» | 2:57     |  |
| 9.    | «The Wonder Won't Wait»               | 3:17     |  |
| 10.   | «Chevrolet»                           | 15:15    |  |
| 11.   | «This Old Planet (Reprise)»           | 1:19     |  |
| 46:38 |                                       |          |  |

## Charts
| Chart (2022)                        | Peak position |
| ----------------------------------- | ------------- |
| Australia (ARIA)                    | 10            |
| Austria (Ö3 Austria)                | 20            |
| Bélgica (Ultratop flamenca)         | 18            |
| Bélgica (Ultratop valona)           | 28            |
| Países Bajos (Album Top 100)        | 31            |
| Finlandia (Suomen Virallinen Lista) | 42            |
| Francia (SNEP)                      | 51            |
| Alemania (Offizielle Top 100)       | 5             |
| Italia (FIMI)                       | 69            |
| Japón (Billboard Japan)             | 90            |
| Portugal (AFP)                      | 27            |
| Escocia (Scottish Albums Chart)     | 15            |
| España (PROMUSICAE)                 | 59            |
| Suecia (Sverigetopplistan)          | 47            |
| Suiza (Schweizer Hitparade)         | 10            |
| Reino Unido (UK Albums Chart)       | 45            |